# Saison cyclonique 2004 dans l'océan Pacifique nord-ouest
La saison cyclonique 2004 dans l'océan Pacifique nord-ouest (cyclones tropicaux dans l'océan Pacifique nord-ouest) n'a pas de date spécifique de début ou de fin selon la définition de l'Organisation météorologique mondiale. Cependant, les cyclones dans ce bassin montrent un double pic d'activité en mai et en novembre.